# 复旦大学研究生院
复旦大学研究生院成立于1984年11月6日，上海医科大学研究生院成立于1985年1月25日，均为中国恢复研究生教育制度后，中国大陆首批建立的22所研究生院之一。2000年4月复旦大学与上海医科大学合并组建成新的复旦大学，研究生院也合并成新的复旦大学研究生院，由此形成了文、史、哲、法、经济及理、工、医、管理等学科专业门类齐全的综合性研究生培养格局。
研究生院是学校组织实施研究生教育工作的管理机构。其主要职能是总体规划、统筹管理、宏观把握学校关于学位与研究生教育的改革与发展，通过研究生教育的二级管理体制对院系的研究生教育工作进行业务指导、协调服务、监督考评。